# Omloop Het Volk 1994
L'Omloop Het Volk 1994, quarantottesima edizione della corsa, si svolse il 26 febbraio per un percorso di 200 km, con partenza ed arrivo a Gent. Fu vinto dal belga Wilfried Nelissen della squadra Novemail-Histor-Laser Computer, che bissò il successo dell'anno precedente, davanti al francese Frédéric Moncassin e al tedesco Andreas Kappes.

## Ordine d'arrivo (Top 10)
| Pos. | Corridore          | Squadra                        | Tempo    |
| ---- | ------------------ | ------------------------------ | -------- |
| 1    | Wilfried Nelissen  | Novemail-Histor-Laser Computer | 4h48'00" |
| 2    | Frédéric Moncassin | Wordperfect                    | s.t.     |
| 3    | Andreas Kappes     | Trident-Schick                 | s.t.     |
| 4    | Johan Museeuw      | MG Boys Maglificio-Technogym   | s.t.     |
| 5    | Andrei Tchmil      | Lotto                          | s.t.     |
| 6    | Richard Virenque   | Festina-Lotus                  | s.t.     |
| 7    | Erik Zabel         | Telekom                        | s.t.     |
| 8    | Mario De Clercq    | Lotto                          | s.t.     |
| 9    | Johan Capiot       | TVM-Bison Kit                  | s.t.     |
| 10   | Hendrik Redant     | ZG Mobili-Selle Italia         | s.t.     |